# Cristóbal de Acuña
Pour les articles homonymes, voir Acuña.
Cristóbal de Acuña, né le 15 mai 1598 à Burgos (Espagne) et décédé le 14 janvier 1670 à Lima (Pérou), était un prêtre jésuite espagnol, missionnaire en Amérique du Sud (Vice royauté du Pérou), explorateur et géographe. Il fait partie des premiers explorateurs du fleuve Amazone.

## Biographie
Né le 15 mai 1598 à Burgos, Cristóbal de Acuña entre dans la Compagnie de Jésus le 3 mars 1613. Il fait son noviciat à Valladolid et se forme en Lettres, philosophie et théologie.
Destiné à la province du Paraguay, il débarque à Buenos-Aires le 12 mars 1622. L’année suivante, il est ordonné prêtre à Córdoba. En 1625, il se trouve parmi les Araucans du Chili. En 1638, il ouvre le collège jésuite de Cuenca (dans l'Équateur actuel) dont il est le premier recteur.
Le père Cristobal de Acuña est cependant surtout connu comme explorateur. En tant que membre de l'expédition amazonienne de Pedro Teixeira — qui le mène de Quito à Belém —, il traverse tout le continent sur le fleuve Amazone (1639-1641). Il raconte son expédition, dans un livre qui fera date : Nuevo descubrimiento del gran rio de las Amazonas (« Nouvelle découverte du grand fleuve Amazone », Madrid, 1641), et tente de convaincre les autorités espagnoles de Madrid en y revenant, de l'intérêt selon lui de coloniser l'Amazonie.
Dès 1639, le père Cristóbal de Acuña signale que le Rio Negro est relié à l'Orénoque, prouvant qu'il n'est pas nécessaire de creuser un canal entre les deux fleuves. Parfois, et de manière métaphoriquement exagérée, Acuña rend compte de la population amérindienne de l’intérieur des terres.
Auparavant, la fondation en 1616 de la ville de Belém par Francisco Castelo Branco répond à l'objectif de contrôler le delta de l’Amazone. Il permet aussi de diriger l’exploitation économique, humaine et forestière.
Le père Cristóbal de Acuña meurt à Lima le 14 janvier 1670.